# Universidad del Bío-Bío

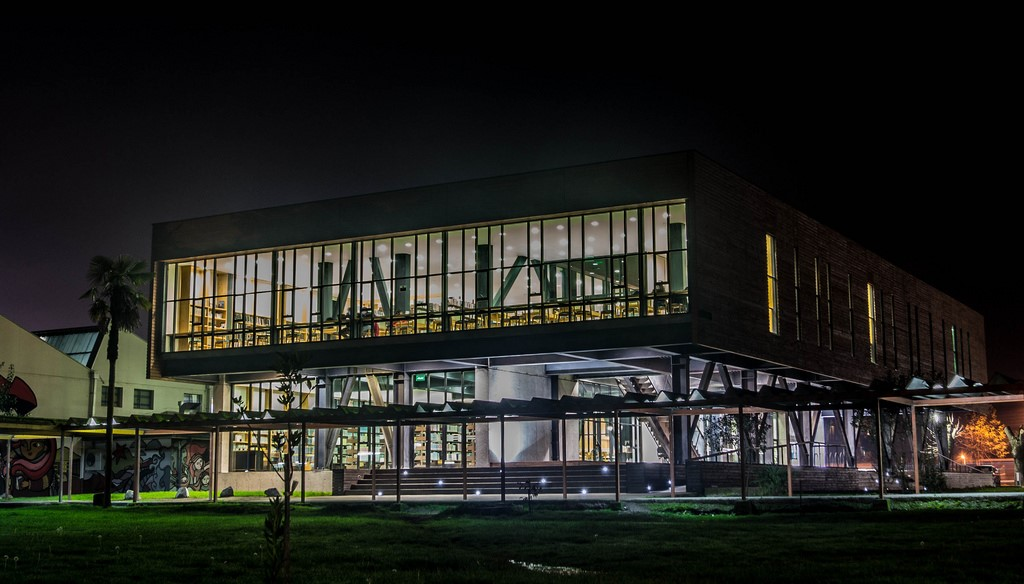
University of Bío-Bío Library (2018)

Universidad del Bío-Bío är ett statligt universitet i staden Concepción, Chile. Det grundades 1988 efter att Pinochets regim lät det tidigare universitetet Universidad Técnica del Estados campus i Concepción bli ett separat universitet. Universidad Técnica del Estado grundades 1947 och ombildades 1981 till Universidad de Santiago de Chile.